# Специальный комитет по реактивной технике при Совете министров Союза ССР
Специальный комитет по реактивной технике при Совете министров Союза ССР — орган исполнительной власти СССР в 1946—1949 годах, на который была возложена работа по созданию реактивного вооружения и организацию научно-исследовательских и экспериментальных работ в этой области.

## История

### Организация работ по ракетному проекту
Идея создания ракетной отрасли появилась в 1946 году, она была выдвинута министром вооружения Д. Ф. Устиновым и его первым заместителем В. М. Рябиковым, посетившими институт «Рабе» в 1945 году. В феврале 1946 года в Берлин, Нордхаузен и Бляйхероде вылетала специальная комиссия во главе с маршалом Яковлевым. Комитет № 2 был создан специальным постановлением ЦК ВКП(б) и Совета Министров СССР от 13 мая 1946 года № 1017—419.
В комитет вошли: председатель — партийный советский деятель, соратник И. В. Сталина Г. М. Маленков, заместителями председателя стали министр вооружения Д. Ф. Устинов и министр промышленности средств связи СССР И. Г. Зубович. Рядовыми членами комитета стали: маршал артиллерии Н. Д. Яковлев, заместитель председателя госплана СССР в 1940—1949 П. И. Кирпичников, учёный А. И. Берг, заместитель наркома боеприпасов СССР П. Н. Горемыкин, деятель советских спецслужб И. А. Серов, генерал-майор инженерно-артиллерийской службы Н. Э. Носовский.
В рамках проекта было задействовано большое количество смежных организаций: разработкой ЖРД занималось Министерство авиационной промышленности, аппаратура и системы управления поступали от предприятий Министерства промышленности средств связи, гироскопическая техника производилась силами предприятий Министерства судостроительной промышленности, наземное и бортовое электрооборудование поставлялось Министерством электропромышленности, наземным стартовым и транспортным оборудованием занималось Министерство тяжёлого машиностроения, исследования условий в верхних слоях атмосферы и космическом пространстве были возложены на Академию Наук.
Министерство обороны занималось координирующей и руководящей функцией: оно разрабатывало тактико-технические требования к вооружению, создавало специальные воинские части, которые занимались эксплуатацией ракетного вооружения, а также создало и управляло Государственным центральным полигоном для испытаний ракет. Министерство высшей школы СССР проводило мероприятия для подготовки специалистов по ракетной технике.

### Структура отраслевого взаимодействия
Для этого каждое из министерств страны создавало головные НИИ и СКБ, вот некоторые из них:
- Министерство вооружения отдало под нужды ракетной техники Завод № 88, расположенный в Калининграде (Подлипки, сейчас поглощены городом Королёв) приказом Д. Ф. Устинова от 16 мая 1946 года, директором НИИ-88 был назначен Л. Р. Гонор. Этот завод стал головным предприятием отрасли[4];
- Министерство авиационной промышленности передало проекту площади, на которых ранее базировался Завод № 84, расположенный в Химках, на площадке построен ОКБ-456, его главным конструктором был назначен В. П. Глушко, рядом с ним находился опытный завод № 293, которым руководил В. Ф. Болховитинов[4];
- Министерство промышленности средств связи выделило проекту телефонный завод по выпуску индукторных полевых телефонов, директором предприятия под названием НИИ-885 стал А. А. Максимов, первым заместителем директора и главным конструктором — М. С. Рязанский, заместителем главного конструктора по автономным системам управления стал Н. А. Пилюгин[4].
- Министерство тяжёлого машиностроения предоставило место на заводе «Компрессор», который выпускал установки залпового огня «Катюша» где было создано ГСКБ-Спецмаш, директором которого был В. П. Бармин, его заместителем — В. А. Рудницкий[4].
- Министерство сельскохозяйственного машиностроения занималось реактивными снарядами с пороховыми двигателями, неконтактными взрывателями, снаряжением боевых частей и порохами[5].
- От Министерства судостроительной промышленности ракетным проектом был получен профильный НИИ судостроительной промышленности, на котором и до этого изготовлялись гироскопы, его возглавил В. И. Кузнецов[4].
- Министерством электропромышленности было налажено производство электрооборудования по двум направлениям:
  - Бортовое электрооборудование ракет, в первую очередь элементы следящего привода и всякого рода электрические машинах малой мощности производились на заводе № 627. Это в первую очередь были преобразователи тока, которые выдавали переменный ток частотой 500 Гц и напряжением 40 В, руководил производством А. И. Иосифьян, который через несколько лет был назначен главным конструктором бортового электрооборудования. Серийное производство компонентов было реализовано на московском заводе «Машиноаппарат»[4].
  - Наземное электрооборудование стартовых комплексов создавал московский завод «Прожектор», главным конструктором которого был назначен А. М. Гольцман[4].
- Взрывателями ракет занимался завод № 521, главный конструктор — М. И. Лихницкий из ленинградского НИИ-22[4].
- В рамках Министерства обороны работы по ракетной технике были поручены Главному артиллерийскому управлению под руководством генерала Н. Д. Яковлева:
  - Функционировал институт Нордхаузен, подчинённый Министерству обороны, который возглавлял генерал-лейтенант Л. М. Гайдуков[4].
  - В структуре ГАУ создано четвёртое управление, которое возглавил генерал А. И. Соколов и выделен отдел теории полёта, который возглавил подполковник Г. А. Тюлин[4].
  - Министерство обороны организовало НИИ-4, которое возглавил А. И. Нестеренко, его заместителем стал Л. М. Гайдуков[4].
  - Создан Государственный центральный полигон Капустин Яр, его руководителем стал В. И. Вознюк, а начальником штаба полигона — полковник А. Г. Карась[4].

## Руководители
- Маленков, Георгий Максимилианович (13 мая 1946 года — 10 мая 1947 года)
- Булганин, Николай Александрович (10 мая 1947 года — 28 августа 1949 года)

## Прекращение деятельности
Спецкомитет был ликвидирован в августе 1949 года. Его функции были переданы Министерству Вооружённых Сил СССР.